# Limbomaniacs
Die Limbomaniacs waren eine US-amerikanische Rockband aus der San Francisco Bay Area, die ab 1982 Rock und Metal mit Einflüssen aus Funk und Hip-Hop verband.

## Werdegang
Auf ihrem einzigen Album Stinky Grooves, das 1990 über Columbia veröffentlicht wurde, waren als Gäste Bootsy Collins, Maceo Parker und Timothy „T-Bone“ David beteiligt. Produziert wurde es von Bill Laswell. Butt Funkin’ mit Collins als Sänger und Shake It mit David als Perkussionisten wurden als Singles veröffentlicht.
Während der Aufnahmen machte die Band Laswell auf den Gitarristen Buckethead aufmerksam, dessen Debütalbum Bucketheadland Collins schließlich 1992 produzierte. Im selben Jahr arbeiteten Laswell, Mantia, Collins und Buckethead auch beim Debütalbum von Praxis zusammen.
Stinky Grooves bekam auch außerhalb der USA gute Kritiken, so schrieb der Musikexpress im Februar 1991, das Album dürfte weder Rock- noch Funk-Freaks am Arsch vorbeigehen und vergab 5 von 6 möglichen Sternen. Lauren Spencer nannte es in SPIN ein großartiges Party-Album. Alex Henderson schrieb auf Allmusic: One of the better funk-rock releases of the early '90s, aber auch a CD that should have enjoyed much recognition, but sadly, was all but ignored.
Im Januar 2010 gab es anlässlich einer Benefizveranstaltung eine Reunion nach 18 Jahren. Ein neuer Song namens Shock to the System wurde im Januar 2010 auf Myspace veröffentlicht.

## Nach der Auflösung
Bryan Mantia arbeitete ab 1992 in diversen Projekten mit Bill Laswell und Buckethead, später war er Mitglied von Primus und von Guns N’ Roses. Außerdem arbeitete er mit Serj Tankian und Tom Waits. Anthony Chaba gründete 1997 mit Eric Ware das Duo Ben Wa, an dessen Debüt Devil Dub sich die meisten Mitglieder der Limbomaniacs beteiligten. Marc Haggard gründete eine eigene Band namens M.I.R.V. und Pete Scaturro, der weiterhin mit Mantia und Buckethead verbunden ist, arbeitet heute im Management von Sony Music.

## Diskografie
- Caffe Latte (Single, King Green Music 1987)
- Butt Funkin’ (Single, Columbia 1990)
- Stinky Grooves (Album, Columbia 1990)
- Shake It (Single, In-Effect 1991)